# Patrick Stump
Pour les articles homonymes, voir Stump.
Patrick Stump, de son nom entier Patrick Vaughn Stumph, né le 27 avril 1984 à Evanston dans l’Illinois, est un auteur-compositeur-interprète, musicien et producteur américain.
Il est plus particulièrement connu pour être le chanteur principal, guitariste, pianiste et compositeur du groupe américain de rock Fall Out Boy.

## Biographie

### Enfance
Patrick Martin Stump est d'origine allemande, autrichienne et irlandaise[réf. nécessaire]. Il est né à Evanston, en Illinois, de David, un chanteur folk, et Patricia (née Vaughn) Stump une comptable. Il est le plus jeune de trois enfants. Il a une sœur nommée Megan, et un frère nommé Kevin, qui est un violoniste accompli.
Il a grandi à Glenview, Illinois, et est allé à Glenbrook South High School (en). Ses parents ont divorcé quand il avait huit ans. Il a grandi avec une passion pour la musique, indiquant plus tard, « je jouais toujours de la musique... Elle était toujours un peu présente ». Il jouait à l’origine de la batterie dans divers groupes de puissance dans les banlieues de Chicago et des groupes de punk hardcore, y compris Public Displays of Affection, Xgrinding ProcessX, Patterson, et, pour deux spectacles, Arma Angelus. Ses idoles musicales durant son enfance comprenaient Michael Jackson, Elvis Costello, Tom Waits, et Nat King Cole.

### Vie privée
Durant la pause de Fall Out Boy, Patrick Stump perd beaucoup de poids, 65 livres (30 kg) à cause de problèmes de santé. En 2012, Stump a été élu membre de l’Académie National des Arts d’Enregistrement et des Sciences du Chapitre des Gouverneurs de Chicago[Quoi ?].
En mars 2014, Stump a chanté Let’s Get It On, originellement interprétée par Marvin Gaye, pour la première danse du mariage de son demi-frère, issu du deuxième mariage de son père.[pertinence contestée]
Il se marie le 29 septembre 2012 avec sa petite amie de longue date, Elisa Yao, à Chicago. Ensemble, ils ont un enfant, Declan, né le 13 octobre 2014, comme officialisé en septembre 2015 sur la chaîne de radio KIIS-FM.
Sa synesthésie musique-couleurs l'inspire.

## Carrière
Il a commencé comme batteur dans un autre groupe (Public Display of Infection) lorsqu’il était au lycée Glenbrook South, puis il est devenu le chanteur du groupe Fall Out Boy (F.O.B) qu’il a rejoint après avoir rencontré le guitariste du groupe, Joe Trohman, dans un magasin de musique et avoir passé une audition chez Pete Wentz, le bassiste du groupe.
Il participe à deux chansons, Cupid's Chokehold et Clothes off avec le groupe Gym Class Heroes. Il a aussi coproduit leur album As Cruel as School Children. Lui et Pete Wentz écrivent respectivement la musique et les paroles. Il a aussi produit l'album du groupe Cobra Starship, Viva la Cobra ! où on peut l'entendre sur quelques pièces et l'album The Cool du rappeur américain Lupe Fiasco.

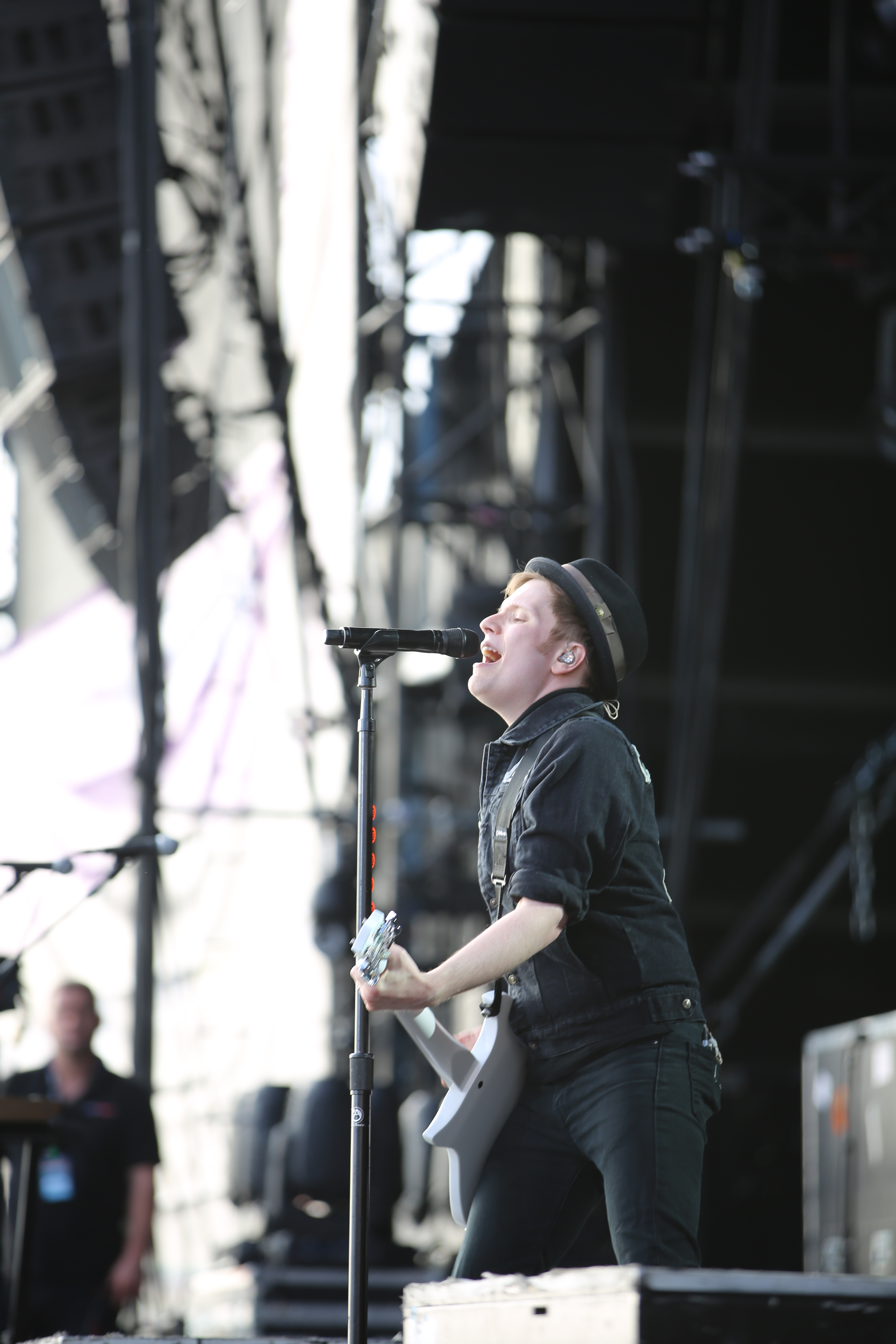
Patrick Stump en 2014.

Début 2010, le groupe Fall Out Boy annonce une pause à durée indéterminée. Patrick Stump se lance alors dans un projet solo, avec des influences plus soul, R&B et pop. Plus tard, le groupe annonce le 4 février 2013 son retour avec un nouvel album, Save Rock and Roll, et une nouvelle tournée pour avril 2013.

### Fall Out Boy (2001-2009; 2013-présent)
Le guitariste fondateur de Fall Out Boy, Joe Trohman, avait rencontré Patrick Stump grâce à un intérêt mutuel pour la musique, et l'a introduit au bassiste Pete Wentz. Bien qu'il auditionnait au départ en tant que batteur, et n'ayant aucune expérience dans le chant, ni une seule leçon de chant, Stump est devenu le chanteur du groupe à la suite de la découverte de sa vaste portée et capacité vocale. Plusieurs changements de line-up ont suivi, après quoi il a commencé à jouer de la guitare pour le groupe quand leur guitariste les a quitté quelques jours seulement avant leur première tournée.
Il est chanteur, guitariste rythmique et compositeur principal de la bande, avec le bassiste Pete Wentz écrivant les paroles. Après le split EP en 2002 avec Rocket Project, le premier mini-album du groupe, Fall Out Boy's Evening Out with Your Girlfriend, a été publié en mars 2003 avec Uprising Records, même s'ils avaient déjà signé avec Fueled by Ramen. Fall Out Boy a sorti son premier album complet, Take This to Your Grave, en mai 2003. Il a été présenté comme étant le premier album ayant apporté une importante fan base au groupe, ainsi qu’un certain succès commercial mineur, et finalement, devient disque d’or. Pour la couverture de l’album et depuis lors, Stump a décidé d’abandonner professionnellement le “h” dans son nom de famille pour réduire les risques de mauvaise prononciation.
En 2003, Stump et les membres du groupe sont allés signer avec Island Records, et ont sorti l'EP de base acoustique My Heart Will Always Be the S-Side to My Tongue et le CD et DVD en 2004 pour faire patienter leurs fans alors que le groupe enregistrait leur premier album important. L'EP a donné au groupe une place au Billboard 200 au n° 153. Elle a été suive par leur troisième album studio, From Under The Cork Tree en 2005, qui a révélé le groupe au grand public. Il a depuis été certifié double disque de platine par la R1AA, avec un total de plus de 2,5 millions de ventes. Après ses débuts, il a culminé au n° 9 sur le Billboard 200, devenant le premier album du groupe classé dans le Top-10. Le single Sugar, We’re Going Down était en tête des charts, il atteint le n° 8 sur le Hot 100 et passera en boucle sur les radios Pop et Alternative. Le deuxième single de l’album, Dance, Dance, a également connu un certain succès avec une montée au n° 9 sur le Hot 100 et est le deuxième succès classé au Top-10 de Fall Out Boy. Il a remporté plusieurs prix et a été certifié platine. Le groupe a beaucoup tourné en 2005 où il lance le troisième album studio From Under The Cork Tree. Ils seront en tête d’affiche pour le Warped Tour, le Nintendo Fusion Tour, et la tournée Black Clouds And Underdogs, et joueront un spectacle secret sous le nom de Saved Latin dans une petite salle. Fall Out Boy a été nommé pour le Grammy Award du meilleur nouvel artiste en 2005.
Le troisième effort studio[pas clair] de Fall Out Boy, Infinity on High, a été publié dans les charts en 2007 et a eu un grand succès. Il a fait ses débuts au n° 1 sur le 200 Billboard avec 260 000 ventes, devenant le premier album n°1 du groupe et leur deuxième atteignant le Top 10 mis en vente. Il a aussi été au sommet d'autres charts diverses de Billboard et a été listé dans le top cinq dans le monde entier. Infinity a été précédé par le single This Ain't a Scene, It's an Arms Race, qui a été hit n° 2. Le deuxième single, Thnks fr th Mmrs, a culminé au n° 11. Fall Out Boy a tourné toute l’année pour soutenir l’album, avec des concerts arena[C'est-à-dire ?] aux États-Unis.
Folie à Deux est sorti en décembre 2008. Les ventes ont été nettement moins importantes en comparaison avec Infinity On High, mais cet album a donné au groupe sa troisième entrée consécutive au Top 10, débutant et culminant à la place n°8 sur le Billboard 200 avec 150 000 ventes durant la première semaine. Le premier single, I Don’t Care a atterri à la place n° 21 sur le Hot 100 et a été certifié platine. En 2009, le groupe faisait alors l'ouverture des concerts de Blink-182, alors en tournée. Ils sortent leur premier greatest hits album, Believers Never Die - Greatest Hits, plus tard cette année, avec un ensemble de leurs singles précédents, deux nouvelles chansons, dont le single Alpha Dog, et deux raretés. Fin 2009, le groupe prend une pause à durée indéfinie pour « décompresser », les membres du groupe se lancent dans divers projets parallèles, Patrick Stump commençant une carrière solo, Joe Trohman et Andrew Hurley formant le super-groupe de heavy metal The Damned Things, et Pete Wentz démarrant un groupe d'électro-pop expérimental : Black Cards.
Le 4 février 2013, les membres de Fall Out Boy ont inopinément annoncé leur retour avec un nouvel album intitulé Save Rock and Roll, révélé le 12 avril 2013, et sorti une nouvelle chanson, My Songs Know What You Did In The Dark (Light Em Up), et ont également prévu des dates de tournée. Le groupe a joué son premier spectacle en plus de trois ans dans la nuit du 4 février à Chicago. Son sixième album American Beauty/American Psycho a été mis en vente en janvier 2015, précédé par le single triple Platine Centuries.

### Soul Punk
En janvier 2010, Stump a annoncé qu’il travaillait sur un album solo écrit, interprété et produit par lui-même. Plus tard au cours de cette année, il a transmis le titre Soul Punk, qui a finalement été mis en vente le 18 octobre 2011.
Stump a joué douze petits spectacles autour des États-Unis pour soutenir Soul Punk et Truant Wave, son EP. Il s'est produit à Chicago, Boston, Philadelphie, New York, Los Angeles et San Francisco. La tournée a commencé le 3 avril 2011 à Chicago et a pris fin le 15 avril en Californie. Ce fut sa première tournée en tant qu'artiste solo. Des spectacles ont été également programmés à Londres (2 dates), Paris et Cologne.
Son groupe était composé du bassiste Matt Rubano (anciennement dans Taking Back Sunday), du guitariste Michael Day, claviériste/ saxophoniste Casey Benjamin, et du batteur Skoota Warner. Il est apparu dans un smoking noir et des gants sans doigt en cuir et sur certaines chansons, il a joué de la guitare électrique. Sa setlist variait de spectacle en spectacle, et il intégrait de nouvelles chansons comme Explode, Allie, Cryptozoology, et Everybody Wants Someone, qui venaient de Soul Punk. Il chante également quelques covers incluant Cupid's Chokehold par Gym Class Heroes, All of the Lights par Kanye West, Kiss my Sass par Cobra Starship, Me and Mrs. Jones de Kenny Gamble et Leon Huff, et Nothing Compares 2 U par Prince. Il a aussi joué des chansons de Truant Wave ainsi que Spotlight (New Regrets), qui était sorti précédemment comme vinyle 7 pouces. 
Le 20 mai, il est revenu sur son blog et a donné une explication de son manque de mises à jour et sur sa carrière musicale. Disant : « Je ne vais pas jamais quitter la musique, je ne vais simplement pas sortir de nouvel album personnel pendant un petit moment ». Il précise également qu'il repartira peut-être en tournée avec Soul Punk à l'avenir. 
Il dit qu'au cours des six derniers mois où il était silencieux, il a pris des cours de théâtre et co-écrit et collaboré avec d'autres musiciens. Ces collaborations comprennent : Escape The Fate, Kat Graham, Amountboyz, The King Blues, All Time Low, Before You Exit, et Yellowcard. 
En février 2013, Soul Punk avait vendu 23 000 copies aux États-Unis. 
Le 30 novembre 2014, après qu'on lui ai posé une question au sujet d’un autre album solo, Stump a répondu « Il y a de l'espoir, mais ce sera une minute. ».

## Style vocal
Le registre vocal de Stump va du baryton au ténor. En plus de sa voix de fausset, il peut couvrir plus de deux octaves.

## Travail d'acteur
En janvier 2008, Stump était invité en tant que guest star dans la série télévisée New York, police judiciaire. Il apparaît dans le deuxième épisode de la saison 18 comme Marty Dressler, un employé d’une compagnie d’électricité qui est soupçonné de l’enlèvement de l’épouse et de la fille d’un dirigeant. L’épisode, Darkness, diffusé le 2 janvier 2008, sur la chaîne NMC. Il y avait une rumeur selon laquelle il n’avait pas été payé pour cet épisode, mais il a démenti cela, et a dit qu’il avait été correctement payé pour son apparition.[réf. nécessaire]
Stump a réalisé un court métrage en 2009, Moustachette qui a été montré dans des festivals de films. Il met en lumière Stump, Pete Wentz, et Ryan Key du groupe Yellowcard. Il a été mis en ligne en septembre 2011.
Stump apparait en guest-star comme technicien de laboratoire dans un épisode de Dr House, Poupées d'amour (saison 8, épisode 17), qui a été diffusé le 16 avril 2012. [69][pas clair] Il a également fait une apparition dans l'édition 2008 du film Sex Drive avec son groupe Fall Out Boy.
Il est également apparu dans The Youngblood Chronicles, le clip musical de Fall Out Boy en onze parties, afin de supporter l’album Save Rock and Roll. 

## Discographie

### Discographie avecFall Out Boy
- 2002 : Evening Out with your Girlfriend
- 2003 : Take This to Your Grave
- 2004 : My Heart Will Always Be the B-Side to My Tongue
- 2006 : From Under the Cork Tree
- 2007 : Infinity on High
- 2008 : Folie à Deux
- 2013 : Save Rock and Roll
- 2015 : American Beauty/American Psycho
- 2018 : M A N I A
- 2023 : So Much (For) Stardust

### Discographie en solo
- 2010 : Truant Wave
- 2011 : Soul Punk

### Albumlive
- 2008 : **** Live in Phoenix

### Apparitions enguest-star
- Gym Class Heroes : Clothes Off
- Gym Class Heroes : Cupid's Chokehold
- October Fall (série) : Second Chance
- Knockout : Searching for Solid Ground
- Motion City Soundtrack : Everything Is All Right
- Hush sound : Don't Wake Me Up
- Misery Signals : One Day I'll Stay Home
- Damnation AD : If You Could Remember
- The Kill Pill : Outside These City Walls
- New Found Glory : King of Wishful Thinking
- Cobra Starship : Viva La Cobra (album)
- Timbaland : One and Only
- Tyga : Don't Regret It Now
- The Cab : One of Those Nights
- The Roots : Birthday Girl
- Coca-Cola : Open Happiness
- Martin Garrix ft. Macklemore : Summer days
- Star Butterfly : Star's Princess Song feat. Patrick Stump

### Titres produits
- The Sounds : Queen of Apology (remix)
- Lily Allen/Common : Drivin' Me Wild (remix)
- Fall Out Boy : Sugar We're Goin Down (remix)
- Fall Out Boy : Dance Dance (remix)
- Hush Sound : Like Vines (album)
- Gym Class Heroes : As Cruel as School Children (album)
- Chemestry : Densetsu No Sogen (remix)
- The Higher : Pace Yourself (remix)
- Fall Out Boy : Do You Know Who I Think I Am
- Cobra Starship : Viva La Cobra (album)
- Lupe Fiasco : Little Weapon
- Tyga : No Introduction
- The Cab : Whisper War
- Gym Class Heroes : Cupid's Chokehold
- Hush Sound : Hurricane (remix)
- Fall Out Boy : Beat It
- Gym Class Heroes : The Quilt (album)

## Filmographie
- 2008 : New York, police judiciaire (Saison 18 Episode 02)
- 2012 : Dr House (Saison 8 Episode 17)
- 2021 : Spidey et ses amis extraordinaires (Spidey and His Amazing Friends) : l'annonceur du concert (voix - également interprète du thème de la série)
- 2023 : Merry Little Batman de Mike Roth (compositeur)